# Кострікова Євгенія Сергіївна
Євгенія Сергіївна Кострікова (нар. 1921, Владикавказ, Росія — 1975, Москва, Росія) — радянський офіцер, учасниця Великої Вітчизняної війни, гвардії капітан. Дочка радянського державного і політичного діяча С. М. Кірова (1886—1934, справжнє прізвище — Костріков).
У роки II світової війни  — військовий фельдшер 79-го окремого (54-го гвардійського) танкового полку (11-ї гвардійської механізованої бригади, 5-го гвардійського механізованого корпусу), потім командир танка, танкового взводу, танкової роти.

## Біографія

### Ранні роки
Народилася в 1921 році у Владикавказі. Дочка С. М. Кірова (1886—1934, справжнє прізвище — Костріков), радянського державного і політичного діяча, в той час — члена Реввійськради 11-ї армії РСЧА, яка навесні 1920 року увійшла в Баку для встановлення радянської влади. Тут, тоді ще Костріков, познайомився з жінкою, яка стала його першою дружиною. Але незабаром вона захворіла і померла. У 1926 році Кіров (партійний псевдонім Сергія Мироновича) був обраний першим секретарем Ленінградського губкому (обкому) і міськкому партії, він постійно зайнятий державними і партійними справами. Друга дружина — Марія Львівна Маркус (1885—1945) — не прийняла маленьку Женю в сім'ю, і її визначили в дитячий будинок-інтернат.
Після вбивства С. М. Кірова в 1934 році, Євгенія залишилася зовсім одна. Закінчила середню школу-інтернат при одному з дитячих будинків «спеціального призначення», заснованих радянським урядом для «дітей війни» з Іспанії. У 1938 році вступила в Московське вище технічне училище імені Баумана.
Серед її близьких друзів з дітей партійної еліти були брати Мікоян і Тимур Фрунзе (які в цей час навчалися на льотчиків), іспанець Рубен Ібаррурі (навчався в Московському піхотному училищі імені Верховної Ради РРФСР). Євгенія Кострікова, як і багато її однолітків, також мріяла про військові подвиги. Але 1 квітня 1939 року громадянська війна в Іспанії закінчилася, а 13 березня 1940 закінчилася і радянсько-фінська війна.

### Медсестра
У 1941 році з початком Великої Вітчизняної війни, маючи незакінчену вищу освіту, закінчила тримісячні курси медичних сестер і добровольцем пішла на фронт. Медсестра Е. С. Кострікова була направлена в медико-санітарний взвод окремого танкового батальйону, у складі якого брала участь в боях на Західному фронті в ході Московської битви.
У жовтні 1942 року частина особового складу батальйону, в тому числі і майже весь медичний персонал, була спрямована на укомплектування 79-го окремого танкового полку. Е. С. Кострікова стала воєнфельдшером цього полку.
У грудні 1942 року 79-й танковий полк у складі Південного фронту брав участь в Сталінградській битві. У січні 1943 року він був перейменований в 54-й гвардійський танковий полк (11-ї гвардійської механізованої бригади, 5-го гвардійського механізованого корпусу, 2-ї гвардійської армії). У складі Воронезького і Степового фронтів полк брав участь в Курській битві.
На Курській дузі гвардії військовий фельдшер Е. С. Кострікова врятувала життя 27-ми танкістам полку і була нагороджена орденом Червоної Зірки. Після поранення, в грудні 1943 року, гвардії старший лейтенант Кострікова була направлена в оперативний відділ 5-го гвардійського механізованого корпусу, де пробула недовго. За підтримки начальника оперативного відділу корпусу полковника А. П. Рязанського була спрямована на навчання в Казанське танкове училище.

### Командир танкової роти
У 1944 році з відзнакою закінчила прискорений курс Казанського танкового училища і повернулася в свій 5-й гвардійський механізований корпус на посаду командира танка Т-34. За деякими відомостями, брала участь у визволенні Кіровограда в січні 1944 року.
За роки Великої Вітчизняної війни танкістками стали близько двох десятків жінок. Таких, що закінчили ж танкові училища жінок було всього три. Колишня санінструктор І. Н. Левченко — в 1943 році закінчила прискорений курс Сталінградського танкового училища і служила офіцером зв'язку 41-ї гвардійської танкової бригади, командувала групою легких танків Т-60. Молодший технік-лейтенант О. Л. Бойко (Морішева) — в 1943 році закінчила Челябінське танкове училище і воювала на важкому танку ІС-2. І тільки Е. С. Кострікова після закінчення Казанського танкового училища командувала танковим взводом, а в кінці війни — танковою ротою.
Танки Кострікової в складі 5-го гвардійського механізованого корпусу форсували Одер, Нейсе і до 30 квітня 1945 року вийшли до південно-східної околиці Берліна. 5 травня її бойові машини були виведені з участі в Берлінській операції та спрямовані на звільнення Праги. Бойовий шлях 24-річна Євгенія Кострікова завершила в Чехословаччині.

### Повоєнні роки
Після війни гвардії капітан Е. С. Кострікова демобілізувалася з армії, стала домогосподаркою. Жила в Москві.
Померла в 1975 році. Похована на Ваганьковському кладовищі в Москві.

## Нагороди
Радянські державні нагороди:
- орден Червоного Прапора (11 серпня 1943)
- орден Вітчизняної війни I ступеня (5 травня 1945 [6])
- орден Вітчизняної війни II ступеня (5 липня 1943)
- два ордени Червоної Зірки (2 жовтня 1942, 14 жовтня 1943 [3])
- медалі, в тому числі:
  - медаль «За відвагу» (2 січня 1942)
  - медаль «За оборону Сталінграда»

## Сім'я, особисте життя
Особисте життя в Е. С. Кострікової не склалося. Під час війни вона вийшла заміж за одного полковника, штабного офіцера. Скориставшись її зв'язками у вищих колах влади (Євгенія Сергіївна допомагала своєму танковому полку з постачанням), він незабаром отримав звання генерала, а після війни виявилося, що у нього вже була сім'я. Євгенія Сергіївна більше не виходила заміж, дітей у неї не було. Померла в самоті. З однополчан-танкістів її ховала лише одна найближча військова подруга — Антоніна Олексіївна Кузьміна, колишня військова лікарк .